# Krachbein

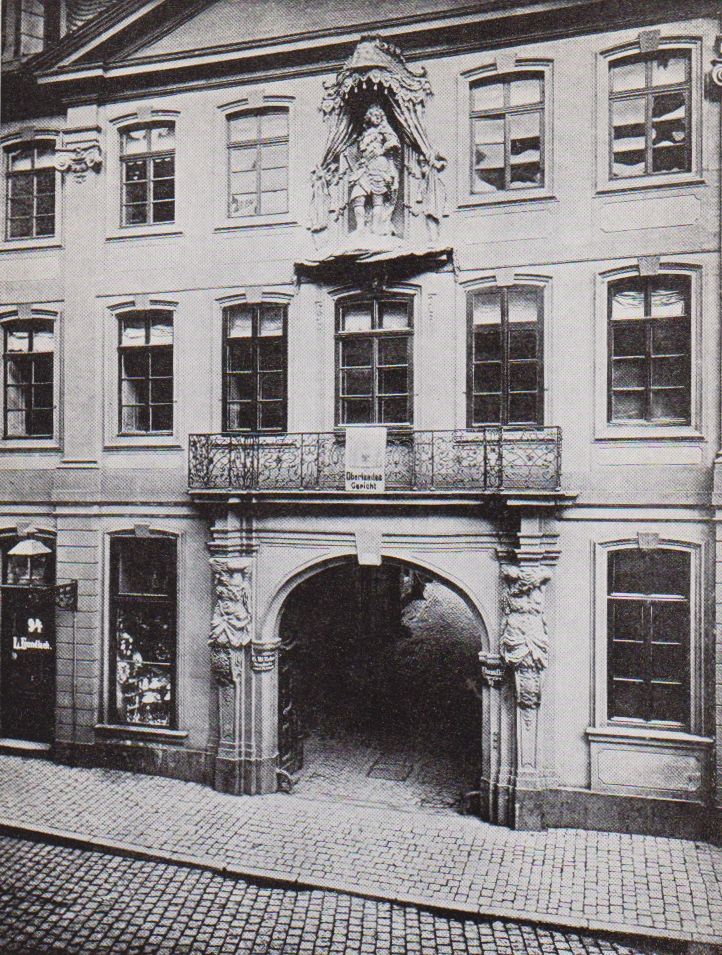
Das Haus „König von England“ in der Fahrgasse 94, Aufnahme zwischen Mitte September 1879 und Ende Juni 1889

Das Haus Krachbein (in Erwähnungen auch Ballhaus zum Krachbein) war ein Gasthof und Wirtshaustheater vom 15. bis zum 18. Jahrhundert in Frankfurt am Main. Es befand sich in der Fahrgasse an der Einmündung zur heutigen Battonnstraße. Ab 1743 wurde es nach Abriss und Neuerrichtung umbenannt in König von England. 1878 bis 1889 diente es als erster Sitz des Oberlandesgerichtes Frankfurt.

## Gasthaus
Die um das Jahr 1200 angelegte Fahrgasse war eine der Hauptstraßen des mittelalterlichen Frankfurt, die von der Mainbrücke zur Bornheimer Pforte führte. Häufig legten sich im Mittelalter die Bewohner eines Hauses dessen Namen bei. In den Frankfurter Steuerlisten wird 1328 ein Wigel Crachebein erwähnt, 1339 Hartmudus Krachebeyn. Das Haus „(Zum) Krachbein“, auch „Alte Krachbein“ oder „Krachbeinhof“, wurde mehrfach in Frankfurter Gerichtsprotokollen, dem Schöffenprotokoll, erwähnt, so 1384 und 1396. Zuvor hieß das Haus auch „Gulden Tasche“ und gehörte einem Schneider, der im Zinsbuch von 1356 erwähnt wurde. Das Haus lag an der Ostseite der Fahrgasse gegenüber dem Anfang der Schnurgasse (heute Berliner Straße) und damit am Schnittpunkt zweier Hauptverkehrsachsen. Gegenüber seinem nördlichen Nachbarn, dem bereits 1338 erwähnten Haus „Hirzberg“, war es etwas zurückgesetzt und durch einen schmalen Gang (Allmende) getrennt. Diese Freifläche wurde später dem Krachbein zugeschlagen. Das südliche Nachbarhaus hieß ursprünglich „Hohensteg“, nach einem Steg, der im 14. Jahrhundert von der Fahrgasse zur östlich gelegenen, parallel verlaufenden Predigergasse führte. Ab Mitte des 15. Jahrhunderts führte es den Namen „Goldnes Rad“. Ein Nebengebäude wurde „Kleines Krachbein“ genannt.
Vor den Häusern Krachbein und Hirzberg befand sich ein 1452 gesetzter Brunnen (zunächst genannt: „Born zum Hirzberg“, später „Krachbeinbrunnen“, „Brunnen am Krachbein“ und ab Mitte des 18. Jahrhunderts „Brunnen am König von England“). Gegenüber lagen die Häuser „Eichhorn“ und „Zum alten Eb(b)er“. Daneben die Häuser „Mul“ und „Milden“ („Mühlen“) sowie das Haus Kleingedank Schräg gegenüber an der anderen Ecke der Schnurgasse lag die Johanniterkirche.
Das Schöffenprotokoll erwähnt das Krachbein 1467 bereits als Gasthaus. Eine Mahlzeit kostete 1586 hier zwei Albus. Aus der Chronik (Der weit-berühmten Freyen Reichs-, Wahl- und Handels-Stadt Franckfurt am Mayn Chronica) des Frankfurter Patriziers Achilles Augustus von Lersner von 1706 geht hervor, dass am 23. Februar 1568 um 22 Uhr eine englische Reisegesellschaft von 50 Personen zu Schiff in Frankfurt ankam, durch die Fischerpforte in die Stadt hereingelassen wurde und im Krachbein gastierte. Dort hängten sie am nächsten Tag das Wappen der Königin Elisabeth I. auf und reisten zu Mittag ab nach Mainz.
Am 10. Februar 1571 übernachtete ein Herzog aus Anhalt mit seinem Gefolge im Gasthof. Er beabsichtigte in Württemberg eine Frau zu ehelichen. 50 Pferde mussten bis zu seiner Abreise am darauffolgenden Tag versorgt werden.
Am 10. Januar 1571 schlossen der Rat der Stadt und das Bartholomäusstift im Krachbeinhof vor einer kaiserlichen Kommission den Vergleich über die Kirchenfabrik, das heißt den Bauunterhalt der Bartholomäuskirche und des zugehörigen Kirchhofes.
Das Nasenschild des Hauses Krachbein zeigte bis zum Neubau und seiner Umbenennung 1743 zwei Engel, welche einen Knochen in ihren Händen hielten, der „in der Mitte gebrochen und gleichsam geteilt“ war (os in medio sui fractum et quasi divisum).

## Das Theater im Ballhaus
Das Ballhaus des Hauses Krachbein wurde vor oder gleich nach dem Dreißigjährigen Krieg eingerichtet und diente zuvor als Lagerraum für Waren und Güter. Bereits 1651 traten hier englische Komödianten auf. So spielte während und nach der Herbstmesse jenes Jahres Joris Jollifous (auch Joseph Jori oder George Jeliphus), so der in Deutschland verwendete Künstlername des englischen Schauspielers George Jolly, und seine Truppe im Ballhause zum Krachbein. Ein Theaterzettel vom 23. Oktober 1653 bezeugt dort die Aufführung des Stückes „Die standhafte Mutter der Machabæer“. In diesem Ensemble wirkten auch die Deutschen Peter Schwartz, Christoph Blümel, Johan Wolgehaben und Johann Ernst Hofmann mit, welche sich gegen Ende der 1650er von ihrem stets zu Jähzorn neigenden englischen Prinzipal trennten. Später gründeten sie in Innsbruck die Innsprugger Comoedianten, denen auch Laurentius von Schnüffis angehörte und erhielten für den 2. April 1668 die Erlaubnis Die ägyptische Olympia oder der flüchtige Virenus im Krachbein aufzuführen.
Joris Jollifous (Jolly) verblieb eine Rumpftruppe von acht Schauspielern. Er durfte auch nicht mehr im Krachbein spielen, erlitt auch große Verluste und verarmte.
Ausweislich der Aufzeichnungen muss er sich aber noch mal mit seinen Kollegen versöhnt haben und brachte mit ihnen im Mai 1658 eine Komödie vom verlorenen Sohn auf die Bühne. Diese Versöhnung hielt jedoch nicht lange, bereits wenige Wochen später waren sie wieder zerstritten und im Juli brachten Schwartz und Hofmann für Karl Ludwig von der Pfalz die Komödie Conte die Monte Negro auf die Bühne des Krachbein. Der Kurfürst mokierte sich in einem Brief an seine Geliebte Marie Luise von Degenfeld über die schlechten Beleuchtungsverhältnisse im Krachbein. 1660 kehrte „Master George“, wie Jolly vom Kurfürsten genannt wurde, nach England zurück und gründete im November eine neue Truppe, mit der er durch die englischen Provinzen tourte.
Zu jener Zeit gab es in Frankfurt aufgrund der damals üblichen Holzbauweise jährlich mehrere große Brände. So wurden am 18. April 1556 sieben Häuser, welche sich neben dem Krachbein befanden, Raub der Flammen. Auch das Krachbein selbst wurde beschädigt. Sieben Jahre später sollte das Krachbein dann vollends Opfer eines Großfeuers werden. Am 21. Januar 1663 um fünf Uhr nachmittags begann ein Feuer, dem der Ballsaal, wie auch die Hälfte eines Nachbargebäudes zu Opfer fiel. Ein nach hinten angrenzendes Haus mit dem Namen „Zur Sanduhr“ wurde ebenfalls stark beschädigt. Es wurde zwar im darauf folgenden Jahr wieder aufgebaut, aber erst vier Jahre später gibt es wieder Aufzeichnungen über Vorstellungen. Reisende Wanderbühnen traten erst wieder gegen Ende der 1670er Jahre auf den Plan. So spielten in den Jahren von 1679 bis 1686 Johannes Velten, Andreas Elenson und die Hochdeutsche Hofcomödianten im Ballhaus zum Krachbein. Danach durfte aufgrund drohender Kriegsgefahren bis 1696 kein Theater in Frankfurt gespielt werden. Im Dezember jenes Jahres aber durfte die Gruppe der Wiener Kompanie um den Komödianten Elenson auftreten.
Die Bühne des Krachbein war recht groß. Sie maß 97 Fuß (27 m) in der Tiefe und 43 Fuß (12 m) in der Breite.
Es gilt als gesichert, dass die ersten Opernaufführungen Frankfurts auf der Bühne des Krachbein stattfanden. So am 4. Juli 1698 das Stück Adam und Eva von Johann Theile, aufgeführt von der Truppe Veltens unter der Leitung seiner Witwe Catharina. Allerdings erwies sie sich als zunehmend zu klein; auch waren die (veralteten) bühnentechnischen Möglichkeiten begrenzt, die es für diese neuen Opern benötigte.

## Neubau als „König von England“

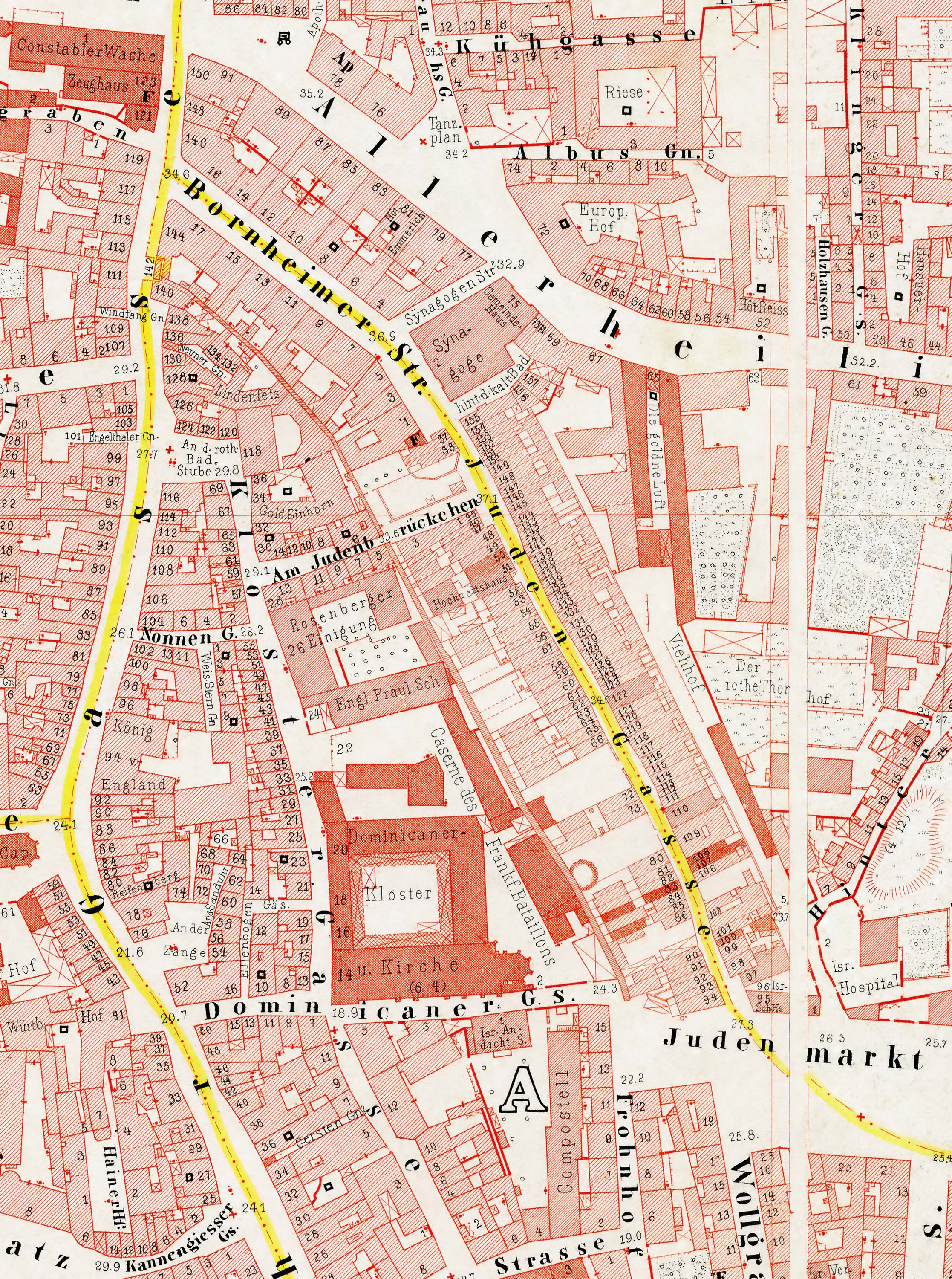
Nördliche Fahrgasse mit Haus König von England auf dem Ravensteinplan von 1861

Noch 1741 wurde das Krachbein als berühmtes Gasthaus beschrieben. 1742 gründete sich hier die Frankfurter Freimaurerloge zur Einigkeit.
Im Jahr darauf wurde es jedoch abgerissen und durch einen gemauerten Neubau ersetzt. Ein Grund hierfür könnten die verschärften Bauvorschriften gewesen sein, die der Rat der Stadt Frankfurt nach dem Großen Christenbrand von 1719 (dem das Krachbein wohl knapp entging) erließ. Das neue Gebäude diente aber nur noch wenige Jahre als Gasthof.
Da in dieser Zeit das englische Heer zusammen mit dem englischen König in der Nähe (westlich von Aschaffenburg) weilte – es stand die Schlacht bei Dettingen bevor – benannte man das neue Haus König von England. Dies wurde unterstrichen durch eine in die Fassade, auf Höhe des zweiten Stockwerks integrierte, mannshohe Statue des Namensgebers. Die Sandsteinskulptur wurde vom Frankfurter Bildhauer Cornelius Andreas Donett geschaffen. Sie wurde im Zweiten Weltkrieg schwer beschädigt und befindet sich heute im Historischen Museum Frankfurt  unter der Bezeichnung König von England und der Inventarnummer „XBauplastik024“ im sogenannten Steindepot.

## Weiteres
Die Stadt Frankfurt bot mit Schreiben vom 1. November 1878 als vorläufigen Sitz des Oberlandesgericht Frankfurt am Main das Haus „König von England“ in der Fahrgasse 94 an. Das Gebäude sei repräsentativ genug, es habe bei Kaiserkrönungen auswärtigen Gesandten als Quartier gedient. Für 9930,04 Mark wurde das Haus umgebaut und am 15. September 1879 übergeben.
Nachdem das Oberlandesgericht am 1. Juli 1889 ausgezogen war, wurde das Haus im Januar 1891 abgebrochen. Der fünfstöckige Neubau des „König von England“ wurde am 26. September 1891 fertiggestellt. Mit dem Bau der Fundamente ist am 9. März des Jahres begonnen worden.
Kurz darauf wird es auf einer Postkarte von 1901 als Hotel König von England beschrieben (Betreiber ist ein G. Schollenberger). Auf einer Postkarte nach 1906 erkennt man ein Möbelgeschäft im Erdgeschoss. Um 1910 hatte das Konfektionshaus Zum König von England von Ferdinand Maier seinen Geschäftssitz in der Fahrgasse 94. Das Gebäude wurde bei dem Luftangriff am 18. März 1944 schwer getroffen. Der Zerstörungsgrad in diesem Teil der Altstadt betrug über 70 %. Bis 1950 wurden die Trümmer beseitigt, 1952 begann der Wiederaufbau.
In Wetzlar befand sich am dortigen Kornmarkt zum ausgehenden 18. Jahrhundert ebenfalls ein Gasthof mit dem Namen „(Zum) Goldenen Krachbein“. Dieser war auch eine Poststation der täglich verkehrenden „Hanauer Kutsche“ zwischen Frankfurt und Hanau, welche im 17. und 18. Jahrhundert eingerichtet war.
So datiert auf den 10. Oktober 1772 ein Brief Goethes an Johann Christian Kestner, in dem er die Ankunft einer Rolle mit Unterlagen („Kattun“) im (Wetzlarer) Krachbein erwartet.